# Чувашский Нагадак
Чувашский Нагадак (баш. Сыуаш Нуғаҙағы,  чув. Нукасак, Чăваш Нукасак) — деревня в Аургазинском районе Башкортостана, относится к Нагадакскому сельсовету. 

## История
Основана в 1740 году, вместе с соседней деревней Татарский Нагадак, переселенцами из Казанской губернии, чувашами и татарами. Название произошло от этнонима «ногай» («нугай»), так как в местности находились кочевья ногайских татар. В XIX веке деревня разделилась на две: чувашскую и татарскую. От неё отделились Малый Нагадак в конце XVIII века и Толмачевка в 1911 году.

## Население
| 2002 | 2009 | 2010 |
| ---- | ---- | ---- |
| 450  | ↘429 | ↘408 |

По четвертой ревизии 1782 года в деревне проживали ясачные татары.
Согласно результатам переписи 2002 года преобладающую национальность жителей деревни составляли чуваши (99%).

## Экономика
ООО «КФХ „Салават“».

## Транспорт
Железнодорожная платформа 87 км железнодорожной линии Карламан — Мурапталово. Имеется ежедневное пригородное сообщение до Стерлитамака, Уфы, Карламана. Имеется также асфальтированная дорога до села Белое Озеро Гафурийского района через соседнюю деревню Татарский Нагадак с выходом на Толбазы и Стерлитамак и грунтовая дорога (пригодна для проезда на легковом автомобиле в летнее время, частично отсыпана гравием) до деревни Камышлинка Кармаскалинского района с выходом на Уфу.

## Географическое положение
Расстояние до:
- районного центра (Толбазы): 30 км,
- центра сельсовета (Татарский Нагадак): 2 км,
- ближайшей ж/д станции (Тюкунь): 8 км.